# Hypsiboas rubracylus
Espèce
Synonymes
- Hyla rubracyla Cochran & Goin, 1970

Statut de conservation UICN

 LC  : Préoccupation mineure
Hypsiboas rubracylus est une espèce d'amphibiens de la famille des Hylidae.

## Répartition
Cette espèce est endémique de Colombie. Elle se rencontre en dessous de 800 m d'altitude dans la plaine entre l'océan Pacifique et la cordillère Occidentale dans les départements d'Antioquia, du Chocó et de Valle del Cauca.

## Publication originale
- Cochran & Goin, 1970 : Frogs of Colombia. United States National Museum Bulletin, vol. 288, p. 1-655. (texte intégral).